# Visualizador de siete segmentos

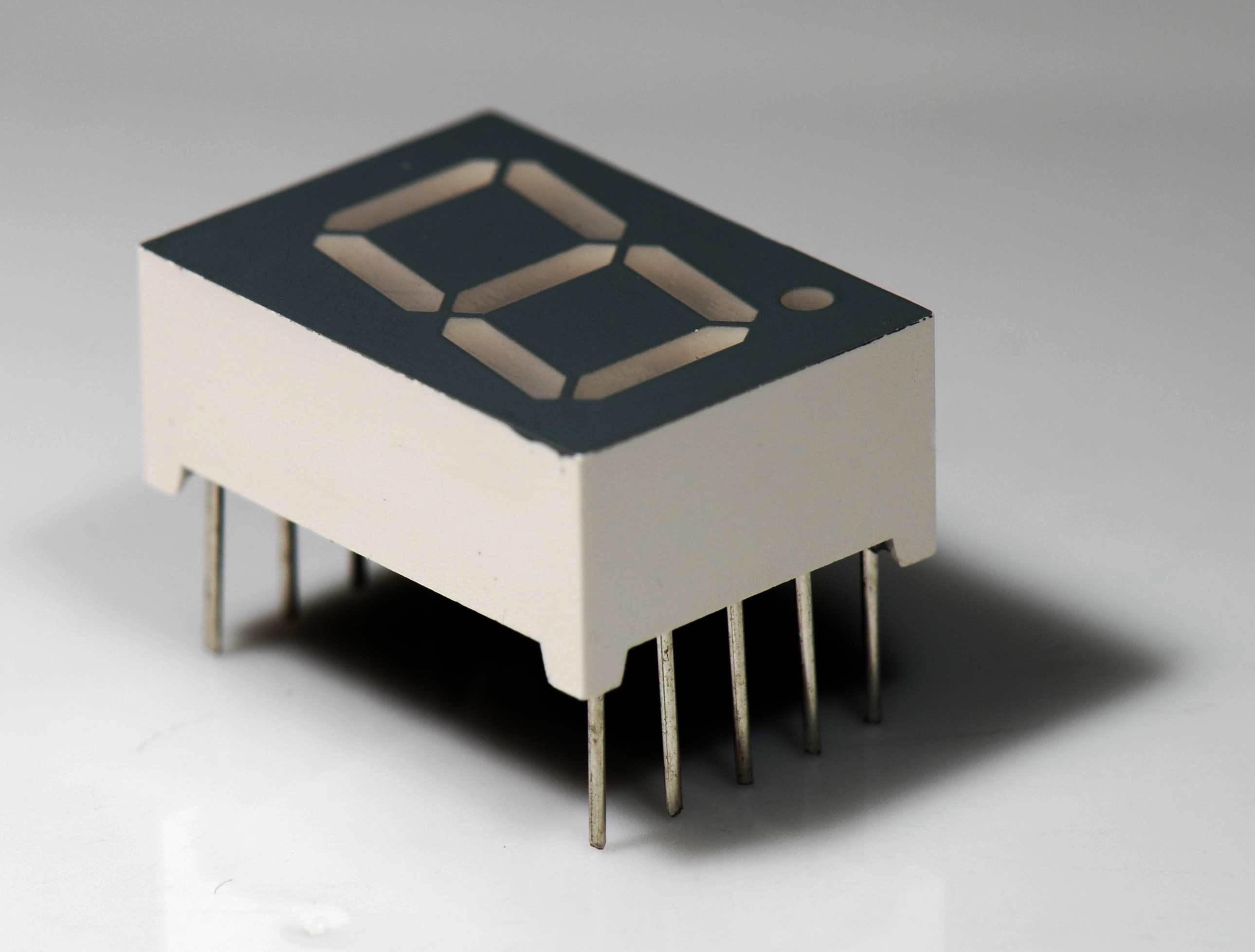
Visualizador de leds de 7 segmentos, con punto decimal.

El visualizador de siete segmentos (llamado también display por calco del inglés) es una forma de representar caracteres en equipos electrónicos. Está compuesto de siete segmentos que se pueden encender o apagar individualmente. Cada segmento tiene la forma de una pequeña línea. Se podría comparar a escribir números con cerillas o fósforos de madera.

## Funcionamiento
El visualizador de 7 segmentos es un componente que se utiliza para la representación de caracteres (normalmente números) en muchos dispositivos electrónicos, debido en gran medida a su simplicidad. Aunque externamente su forma difiere considerablemente de un led típico, internamente están constituidos por una serie de leds con unas determinadas conexiones internas, estratégicamente ubicados de tal forma que forme un número '8'.

Segmentos e identificación de los mismos.

Cada uno de los segmentos que forman la pantalla están marcados con siete primeras letras del alfabeto ('a'-'g'), y se montan de forma que permiten activar cada segmento por separado, consiguiendo formar cualquier dígito numérico. A continuación se muestran algunos ejemplos:
- Si se activan o encienden todos los segmentos se forma el número "8".
- Si se activan sólo los segmentos: "a, b, c, d, e, f," se forma el número "0".
- Si se activan sólo los segmentos: "a, b, g, e, d," se forma el número "2".
- Si se activan sólo los segmentos: "b, c, f, g," se forma el número "4".

En algunos casos aparece un octavo segmento denominado dp. (del inglés decimal point, punto decimal).
Los ledes trabajan a baja tensión y con pequeña potencia, por tanto, podrán excitarse directamente con puertas lógicas. Normalmente se utiliza un codificador (en nuestro caso decimal/BCD) que activando una sola pata de la entrada del codificador, activa las salidas correspondientes mostrando el número deseado. Recordar también que existen pantallas alfanuméricas de 16 segmentos e incluso de una matriz de 7*5 (35 bits).
Los hay de dos tipos: ánodo común y cátodo común.
En los de tipo de ánodo común, todos los ánodos de los leds o segmentos están unidos internamente a una patilla común que debe ser conectada a potencial positivo (nivel “1”). El encendido de cada segmento individual se realiza aplicando potencial negativo (nivel “0”) por la patilla correspondiente a través de una resistencia que limite el paso de la corriente.
En los de tipo de cátodo común, todos los cátodos de los leds o segmentos están unidos internamente a una patilla común que debe ser conectada a potencial negativo (nivel “0”). El encendido de cada segmento individual se realiza aplicando potencial positivo (nivel “1”) por la patilla correspondiente a través de una resistencia que limite el paso de la corriente.
Los segmentos pueden ser de diversos colores, aunque el visualizador más comúnmente utilizado es el de color rojo, por su facilidad de visualización.
También existen pantallas alfanuméricas de 14 segmentos que permiten representar tanto letras como números. El visualizador de 14 segmentos tuvo éxito reducido y solo existe de forma marginal debido a la competencia de la matriz de 5 x 7 puntos.
Si bien hoy este tipo de visualizadores parecen antiguos u obsoletos, ya que en la actualidad es muy común el uso de pantallas gráficas basadas en píxeles, el visualizador de 7 segmentos sigue siendo una excelente opción en ciertas situaciones en las que se requiera mayor poder lumínico y trabajo en áreas hostiles, donde las pantallas de píxeles podrían verse afectadas por condiciones ambientales adversas. 
Aún no se ha creado otro dispositivo de señalización que reúna características como este en cuanto a potencia lumínica, visualización a distancia, facilidad de implementación, bajo costo y robustez.

### Control a través de circuitos integrados
Para controlar un visualizador de siete segmentos normalmente se emplean circuitos integrados especialmente diseñados para este fin y que simplifican mucho el diseño del circuito. Un ejemplo de ellos es el circuito integrado 74LS47; con este circuito integrado podemos formar los números del 0 al 9 según conectemos las cuatro patas principales al polo positivo o negativo de nuestra fuente de alimentación. Para saber el código para formar los diferentes números debemos descargar la hoja de datos desde internet. Existen otros circuitos para poder controlarlos, por ejemplo: el circuito integrado CD4511.

## Caracteres

El sistema hexadecimal en siete segmentos.

El sistema de siete segmentos está diseñado para números, pero no para letras, por eso algunas no son compatibles y hacen confundir a un número y a veces, no se puede distinguir. Aquí tenemos los números y las letras del alfabeto latino.
|      | 1 · 1 | 2   | 3    | 4      | 5     | 6 · 6 | 7 · 7 | 8    | 9 · 9 |
| Cero | Uno   | Dos | Tres | Cuatro | Cinco | Seis  | Siete | Ocho | Nueve |

| A · a/@ · a · @ | b · b · B         | C · c         | d · d · D             | E · e         | F/f                   | G · g | H · h                 | I · I       |
| A, a; @         | B, b              | C, c          | D, d                  | E, e          | F, f                  | G, g  | H, h                  | I, i        |
| J · J · J · j   | K · K · K · K · k | L · l · l · l | M/m · M/m · M/m · M/m | N · n · N     | N                     | O · o | P/p                   | q · Q       |
| J, j            | K, k              | L, l          | M, m                  | N, n          | Ñ, ñ                  | O, o  | P, p                  | Q, q        |
| r · r · R       | S/s · S · ſ · ſ   | t · t · T · T | U · u                 | V · v · V · v | W/w · W/w · W/w · W/w | X · X | Y/y · Y/y · Y/y · Y/y | Z/z · Z · z |
| R, r            | S, s, ſ           | T, t          | U, u                  | V, v          | W, w                  | X, x  | Y, y                  | Z, z        |

| Α         | Β · Β/β           | Γ           | δ · δ · Δ     | Ε/ε     | Ζ       | Η       | Θ/θ · θ · θ · θ |
| Α, α      | Β, β              | Γ, γ        | Δ, δ          | Ε, ε    | Ζ, ζ    | Η, η    | Θ, θ            |
| Ι · Ι · ι | Κ                 | Λ/λ · λ · Λ | μ · Μ · Μ · Μ | Ν · ν   | Ξ       | Ο · ο   | Π · Π · π       |
| Ι, ι      | Κ, κ              | Λ, λ        | Μ, μ          | Ν, ν    | Ξ, ξ    | Ο, ο    | Π, π            |
| Ρ/ρ       | Σ/Ϲ/ϲ · Σ · ς · σ | τ · Τ       | Υ/υ · Υ · υ   | Φ/φ · Φ | Χ/χ · χ | Ψ/ψ · ψ | Ω               |
| Ρ, ρ      | Σ, σ, ς, Ϲ, ϲ     | Τ, τ        | Υ, υ          | Φ, φ    | Χ, χ    | Ψ, ψ    | Ω, ω            |